# جليد بصري
الجليد البصري هو عرض بصري انتقالي أو دائم يلاحظ فيه الأشخاص ثلج أو ثابت أشبه بالتلفاز في أجزاء من حقل الرؤية الخاص بهم أو كله وخاصة في الخلفيات المظلمة. إنه يشبه تشويش الكاميرا في الظروف منخفضة الإضاءة.
وتختلف حدة أو كثافة «الجليد» من شخص لآخر، ففي بعض الظروف قد تعوق الحياة الشخصية لشخص ما، مما يجعل من الصعب القراءة والرؤية بشكل تفصيلي والتركيز بطريقة صحيحة. يعتبر «الجليد» مصطلحًا أكثر عمومًا من «أشباح السماء الزرقاء» أو «الديدان» التي تشاهد في ظاهرة الحقل الأزرق البصري.
ولم يتم تحديد الأسباب المرضية للجليد البصري وتشير التقارير 	السابقة إلى تعدد الحالات المرتبطة بهذه الظاهرة، والتي يحتمل أن تصفها باعتبارها عرض غير محدد. وبينما خضع من يعانون من الجليد البصري لفحوص عينية وعصبية ونفسية، لم يتم تحديد أي مشكلات نظامية بجانب الجليد البصري. وفي انتظار التعرف على الحالة، يتم إجراء قدر قليل من البحث الطبي من أجل إمكانية تحديد أي انحرافات أكثر دقة.

## الأسباب

نموذج على التشويش الشبيه بالجليدقد

يحدث الجليد البصري في مجموعة متنوعة من الاضطرابات العينية التي يمكن تشخيصها من خلال وجود علامات وأعراض إكلينيكية إضافية. قد يمثل الجليد البصري الدائم عرضًا رئيسيًا يدل على وجود أحد مضاعفات الصداع النصفي التي تسمى الأورة الدائمة بدون احتشاء، والتي يشار إليها بشكل شائع باسم أورة الصداع النصفي الدائمة (PMA). من المهم مراعاة أن هناك العديد من الصور الجانبية الإكلينيكية للصداع النصفي حيث قد لا يصاب المريض بالصداع وقد لا تأتي أورة الصداع النصفي بالشكل النموذجي المتمثل في الطيف الوامض المتعرج، ولكنها تبدو بارزة مع مجموعة كبيرة من الأعراض العصبية البؤرية.
ومن الحالات التي تتسبب أحيانًا في الجليد البصري التهاب العصب البصري (التهاب في العصب البصري)، الناتج عن التصلب المتعدد (MS). علاوة على ذلك، فإن بعض من يعانون الأمراض يلقون باللوم على مجموعة متنوعة من الأمراض (على سبيل المثال داء لايم، مرض المناعة الذاتية) أو الأحداث الضارة (على سبيل المثال الاستخدام المطول لـVDU، الجفاف، فرط التحميض) في منتديات المساعدة الذاتية عبر الإنترنت كأسباب للجليد البصري الدائم، ولكن لم يتم التأكد من أي من هذه الادعاءات بواسطة الدراسة العلمية. ويفشل بعض المرضى في اكتشاف أي مرض أو حدث سببي واضح في حياتهم، وبدلاً من ذلك يقولون إن الجليد جاء من العدم أو ظل مصاحبًا لهم طوال حياتهم.
الهلوسة المصحوبة باضطراب إدراكي مستمر (HPPD) هي حالة أخرى أدت إلى بدء ظهور الجليد البصري بعد استخدام الأدوية التخديرية المسببة للهلوسة. في مرض الهلوسة المصحوبة باضطراب إدراكي مستمر، تم وصف عرض الاضطرابات المرئية بمصطلح  الجليد البصري (وتعني حرفيًا «مشاهدة الهواء»). نادرًا ما يحدث مرض الهلوسة المصحوبة باضطراب إدراكي مستمر بعد جرعة واحدة فقط من دواء مسبب للهلوسة ومع وجود فترة فاصلة معقولة بين آخر جرعة من الدواء وبدء ظهور الاضطراب الإدراكي المستمر، ولهذا فمن الضروري إعداد سجل أدوية شامل طوال الحياة في العلاج التشخيصي للجليد البصري. وفي العديد من الحالات، لا يكون الإجراء العصبي لمرض الهلوسة المصحوبة باضطراب إدراكي مستمر معروفًا، ومعظم الأدلة المحيطة بهذا المرض قصصية ويصعب عزلها.

## الأعراض ذات الصلة
بالإضافة إلى الجليد البصري، فإن العديد من المرضى لديهم أنواع مختلفة من الاضطرابات البصرية مثل الانفجارات النجمية وزيادة الصور اللاحقة والأجسام العائمة والأجسام المتدلية والعديد من الاضطرابات الأخرى.
يتم الشعور بشكل متكرر بأعراض غير بصرية مثل الطنين وتبدد الشخصية-الانعزال عن العالم الخارجي وتعب، صعوبات الكلام والعجز الإدراكي (ضباب المخ). قد تحدث عواقب نفسية ثانوية مثل القلق أو نوبات الألم أو الاكتئاب وتتطلب الحصول على علاج مناسب.

## أنواع العلاج
لا يوجد حاليًا أي علاج محدد لمرض الجليد البصري. في مرض الهلوسة المصحوبة باضطراب إدراكي مستمر، تمت التوصية بعقار كلونازيبام كعلاج مفضل للمرضى الذين يحتاجون إلى المساعدة الطبية. علاوة على ذلك، يقال أحيانًا إن الامتناع عن الأدوية له أهمية علاجية كبيرة في علاج مرض الهلوسة المصحوبة باضطراب إدراكي مستمر. في مرض الأورة الدائمة بدون احتشاء، تشير الأدلة حتى الآن إلى أن عقار أسيتازولامايد قد يكون العقار المثالي للمرضى المصابين بصورة متكررة من حالة الأورة  وأن عقار فالبروات أو  لاموتريجين أو  توبيراميت يجب أن تكون هي الخيارات الأولى لعلاج المرضى المصابين بحالة مستمرة. وعندما تكون هذه الأدوية الفموية غير فعالة، يجب محاولة إعطاء حقنة في الأوردة أو حقن من عقار فيوروسيميد.
بالنسبة للوقت الحالي فإن فعالية أنواع العلاج هذه تظل قائمة فقط على الدليل القصصي. فبخلاف الأساليب الدوائية، فإن الاستشارة المناسبة ووسائل التدخل السلوكي الإدراكي التي تركز على التأقلم مع الحالة المرضية قد تكون ذات أهمية بالغة.